# Hippopotamyrus harringtoni
Hippopotamyrus harringtoni är en fiskart som först beskrevs av Boulenger, 1905.  Hippopotamyrus harringtoni ingår i släktet Hippopotamyrus och familjen Mormyridae. IUCN kategoriserar arten globalt som otillräckligt studerad. Inga underarter finns listade i Catalogue of Life.